# Jean Chevrot

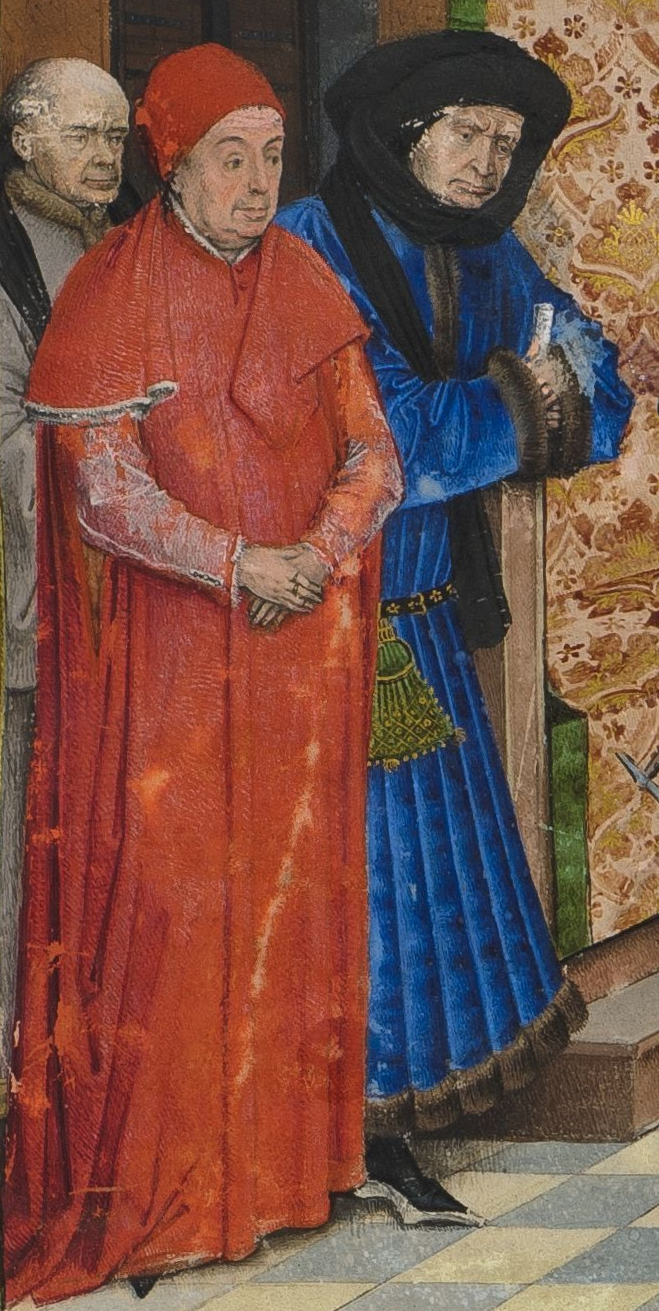
Chevrot in het rood met naast hem Nicolas Rolin. Detail uit de opdrachtminiatuur van de Chroniques de Hainaut, toegeschreven aan Rogier van der Weyden.

Jean Chevrot (Poligny, ca. 1395 – Rijsel, 23 september 1460) was een Bourgondisch staatsman en bisschop onder Filips de Goede. Hij was voorzitter van de hertogelijke raad van Bourgondië (1433-1456). Daarnaast was hij bisschop van Doornik (1436-1460) en in de laatste weken van zijn leven ook bisschop van Toul. 

## Biografie

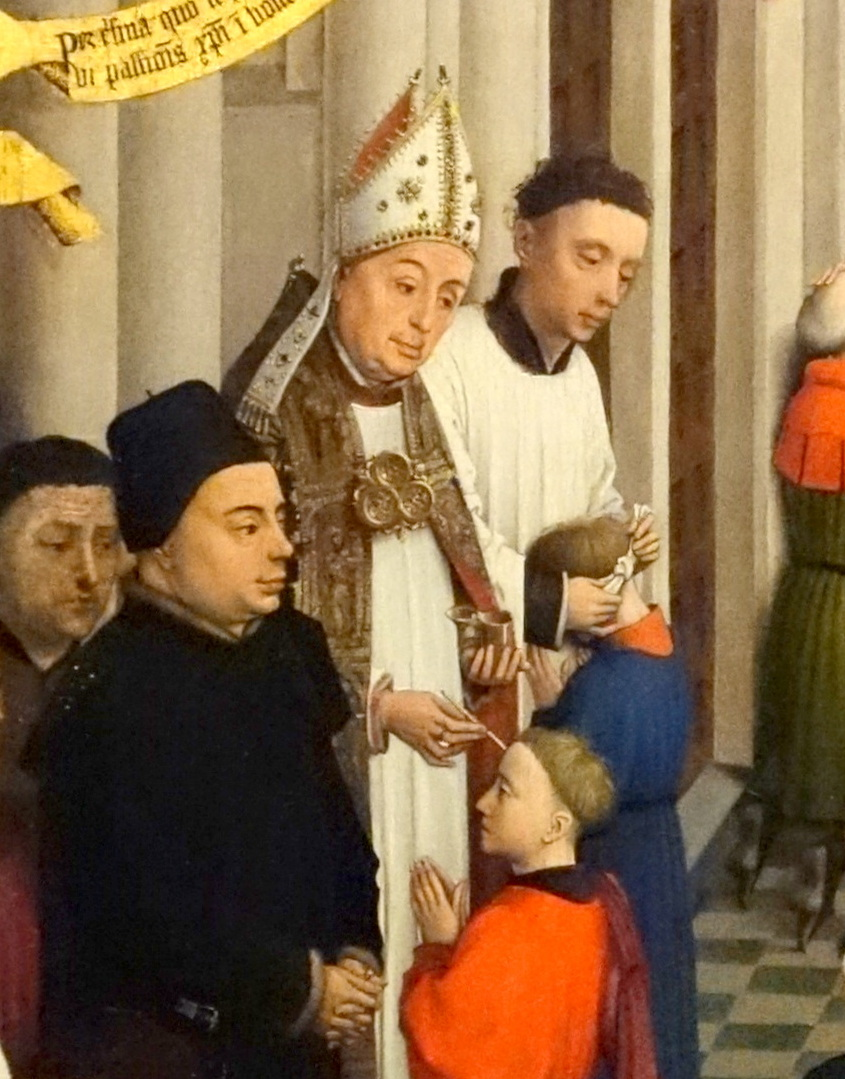
Detail uit de linkervleugel van De Zeven Sacramenten, met Jean Chevrot die het vormsel toedient.

### Jeugdjaren
Jean Chevrot werd geboren in Poligny in de Franche-Comté op het einde van de 14e eeuw, in een familie van handelaars en legerofficieren, die weliswaar niet van adel waren maar toch een belangrijke rol speelden in de regio. Dankzij de steun van een oom, Simon Chevrot, abt van de abdij Notre-Dame de Goaille en hoofd van de raad van Jan zonder Vrees, kon hij zich inschrijven aan de Universiteit van Parijs. Hij werd bachelor in de rechtsgeleerdheid in 1416 en behaalde zijn licentie in 1420. Hij bleef aan de universiteit waar hij in 1420 al lector werd aan de faculteit van de rechtsgeleerdheid en in 1421 werd hij zelfs rector van de faculteit. Datzelfde jaar werd hij benoemd tot kanunnik aan de collegiale kerk Saint-Marcel in Parijs.
Een tiental jaar later was hij aartsdiaken bij de collegiale kerk van Rouen, officiaal bij die van Besançon, kanunnik bij de Notre-Dame van Beaune en in Cambrai en Harelbeke.

### Hertogelijke raad
Jean Chevrot werd al tijdens zijn studiejaren geapprecieerd door Filips de Goede als een van de actiefste voorstanders van de Bourgondische politiek aan de universiteit van Parijs en in 1433 vertaalde zich dat in zijn aanstelling tot voorzitter van de hertogelijke raad. Als in dat jaar Jean de Thoisy, de bisschop van Doornik, overleed, wilde Filips de Goede zijn beschermeling tot bisschop laten benoemen, maar hij stuitte hierbij op de weerstand van Karel VII, koning van Frankrijk, die zijn eigen kandidaat liet aanstellen: Jean d’Harcourt. De wrijvingen die hierdoor ontstonden, bleven voortduren tot in 1436 toen Jean d’Harcourt in de marge van de Vrede van Atrecht zijn bisschopszetel opgaf ten voordele van Jean Chevrot. Het zou tot de 12e januari 1440 duren voor Chevrot zich toonde in Doornik, in gezelschap van de hertogin Isabella van Portugal, om zijn bisschopszetel te bezetten. Hij was niet geliefd in de stad.
Naast zijn functie als bisschop was Jean Chevrot zeer actief in de politiek van het hertogdom. Buiten het voorzitterschap van de raad, werd hij belast met talloze diplomatieke missies en was hij betrokken bij zeer veel besprekingen tussen de hertog zijn edelen, het koningshuis, de Engelsen, de steden en dergelijke meer. Vanaf 1438 speelde hij ook een rol in het beheer van de financiën van het hertogdom. In 1456 gaf hij zijn functie als voorzitter van de hertogelijke raad op om zich te wijden aan zijn taak als bisschop. Hij werd opgevolgd door Willem Fillastre, de bisschop van Toul, die later ook bisschop van Doornik zou worden.
Op 1 september 1460 wisselde hij het bisdom Doornik in voor het bisdom Toul, maar hij zou er nooit resideren, want hij stierf enkele dagen later in zijn paleis in Rijsel. Hij was toen ongeveer 80 jaar oud.

## In de kunst

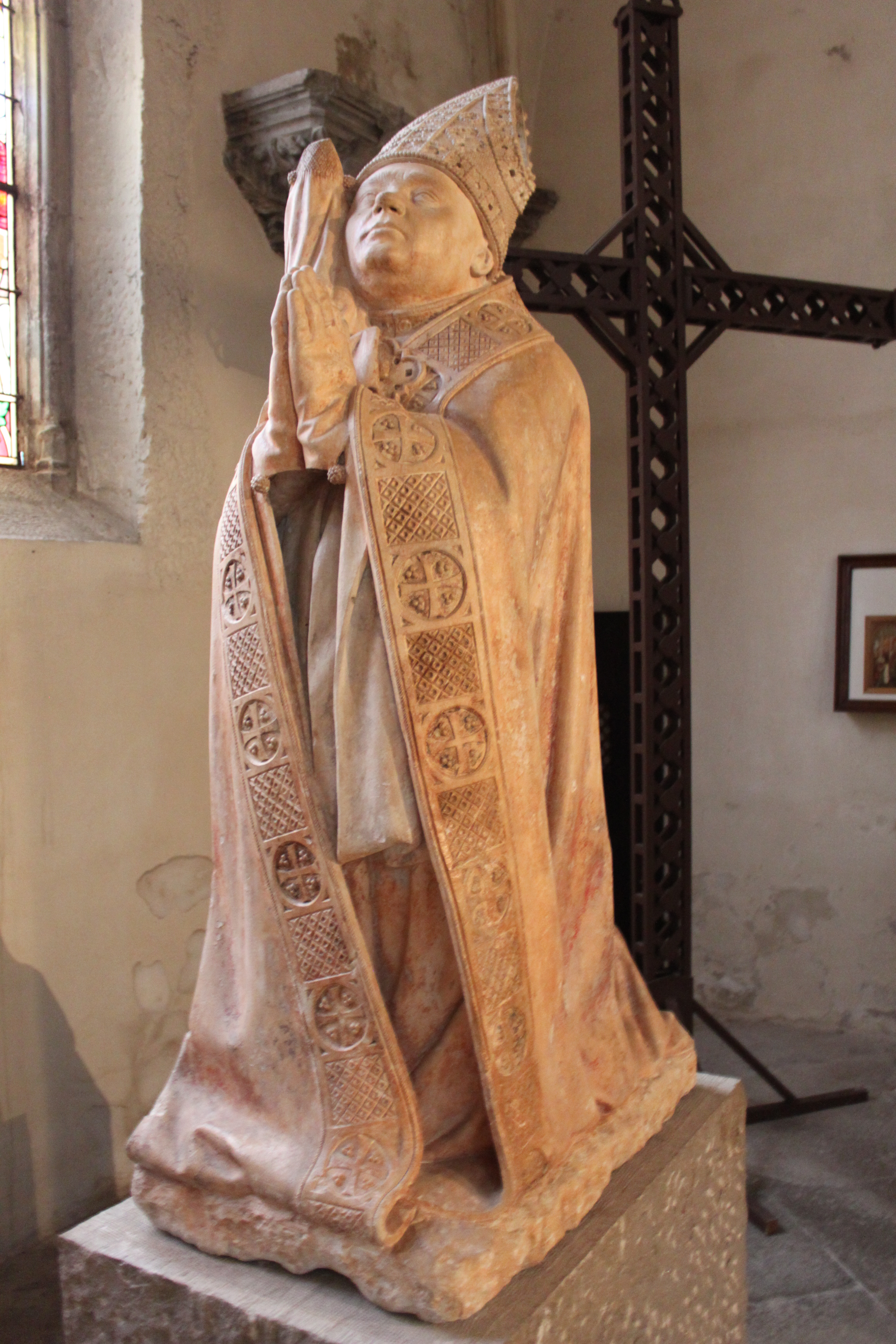
Standbeeld in de Collegiale Sint-Hippolytuskerk van Poligny

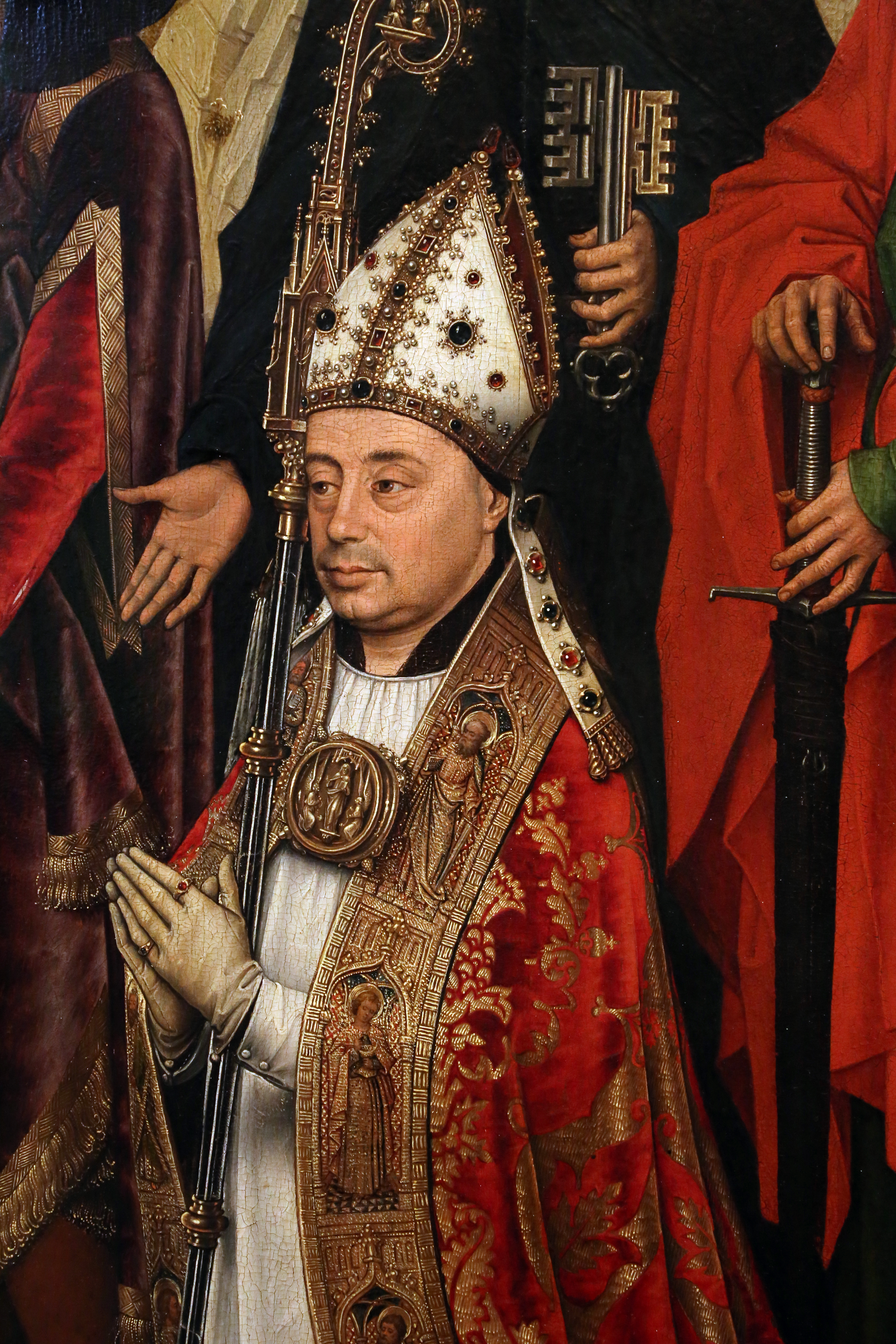
Detail van de opdrachtgever, mogelijk Chevrot, op de 15e-eeuwse Bewening met opdrachtgever

Jean Chevrot is afgebeeld op twee bekende kunstwerken.
Hij is te zien op de frontispice van de Chroniques de Hainaut (Koninklijke Bibliotheek van België Ms. 9242, 9243 & 9244), in een miniatuur die toegeschreven wordt aan Rogier van der Weyden en gemaakt zou zijn ca. 1448. Op de miniatuur zien we Filips de Goede en zijn zoon de latere Karel de Stoute, met aan zijn rechterhand kanselier Rolin in het blauw en daarnaast in het rood Jean Chevrot.
Het tweede werk waarop hij voorkomt is het altaarstuk De Zeven Sacramenten, eveneens van Rogier van der Weyden. Het werk zou besteld zijn door Jean Chevrot in 1441. Wellicht bestelde hij de panelen voor zijn huiskapel te Doornik. Een andere locatie zou ook de Chevrotkapel (feitelijk de kapel van St. Antonius) van de St. Hippolytekerk van Poligny kunnen zijn. Het was ook aan deze kerk dat Chevrot een wandtapijt met De Zeven Sacramenten legateerde. Quarré meent dat het geen wandtapijt, maar deze triptiek was. Hij wordt afgebeeld op het linkerpaneel als de bisschop die het vormsel toedient.
De bisschop op een ander schilderij uit het atelier van Rogier van der Weyden, de Bewening met opdrachtgever in het Mauritshuis in Den Haag, wordt soms vereenzelvigd met Jean Chevrot, maar deze identificatie is twijfelachtig.
Verder is er een standbeeld van Chevrot als bisschop in de collegiale Sint-Hippolytuskerk in Poligny.